# EuroChallenge Finals MVP
L'EuroChallenge Finals MVP è il premio conferito dalla FIBA Europe al miglior giocatore delle finali.

## Vincitori

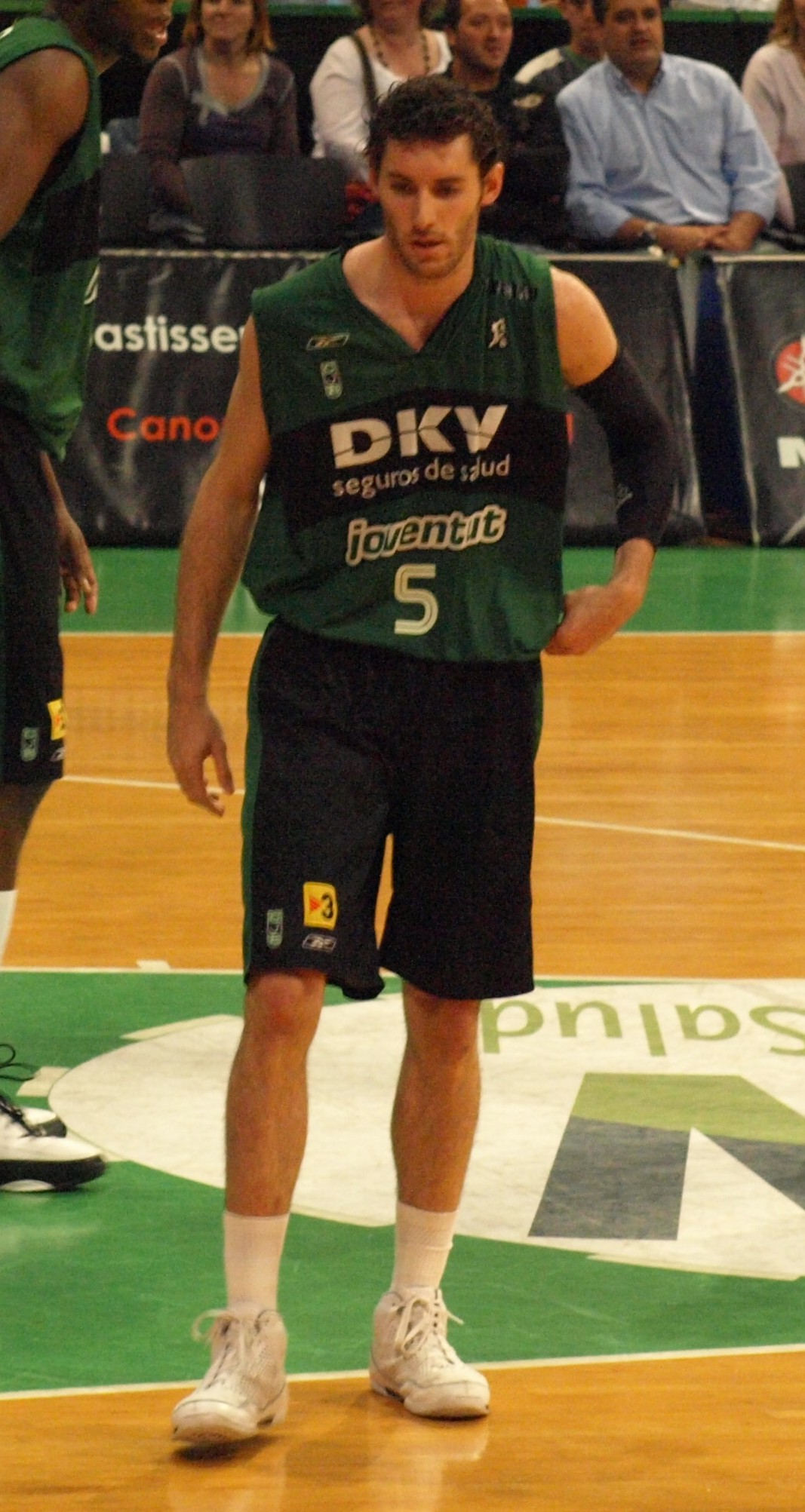
Rudy Fernández, vincitore nel 2006.

| Stagione  | Nazionalità          | Giocatore         | Squadra             |
| --------- | -------------------- | ----------------- | ------------------- |
| 2003-2004 | Estonia              | Martin Müürsepp   | UNICS Kazan'        |
| 2004-2005 | Stati Uniti          | Kelly McCarty     | Din. S. Pietroburgo |
| 2005-2006 | Spagna               | Rudy Fernández    | Joventut Badalona   |
| 2006-2007 | Slovenia             | Arriel McDonald   | Girona              |
| 2007-2008 | Lituania             | Giedrius Gustas   | Barons Rīga         |
| 2008-2009 | Stati Uniti          | Keith Langford    | Virtus Bologna      |
| 2009-2010 | Stati Uniti          | Taylor Rochestie  | BG 74 Gottinga      |
| 2010-2011 | Bosnia ed Erzegovina | Goran Ikonić      | Krka Novo mesto     |
| 2011-2012 | Regno Unito          | Pops Mensah-Bonsu | Beşiktaş            |
| 2012-2013 | Stati Uniti          | Tre Simmons       | Kr. Kryl. Samara    |
| 2013-2014 | Italia               | Andrea Cinciarini | Pall. Reggiana      |
| 2014-2015 | Stati Uniti          | Jamal Shuler      | JSF Nanterre        |